# Transmissió hidràulica de potència

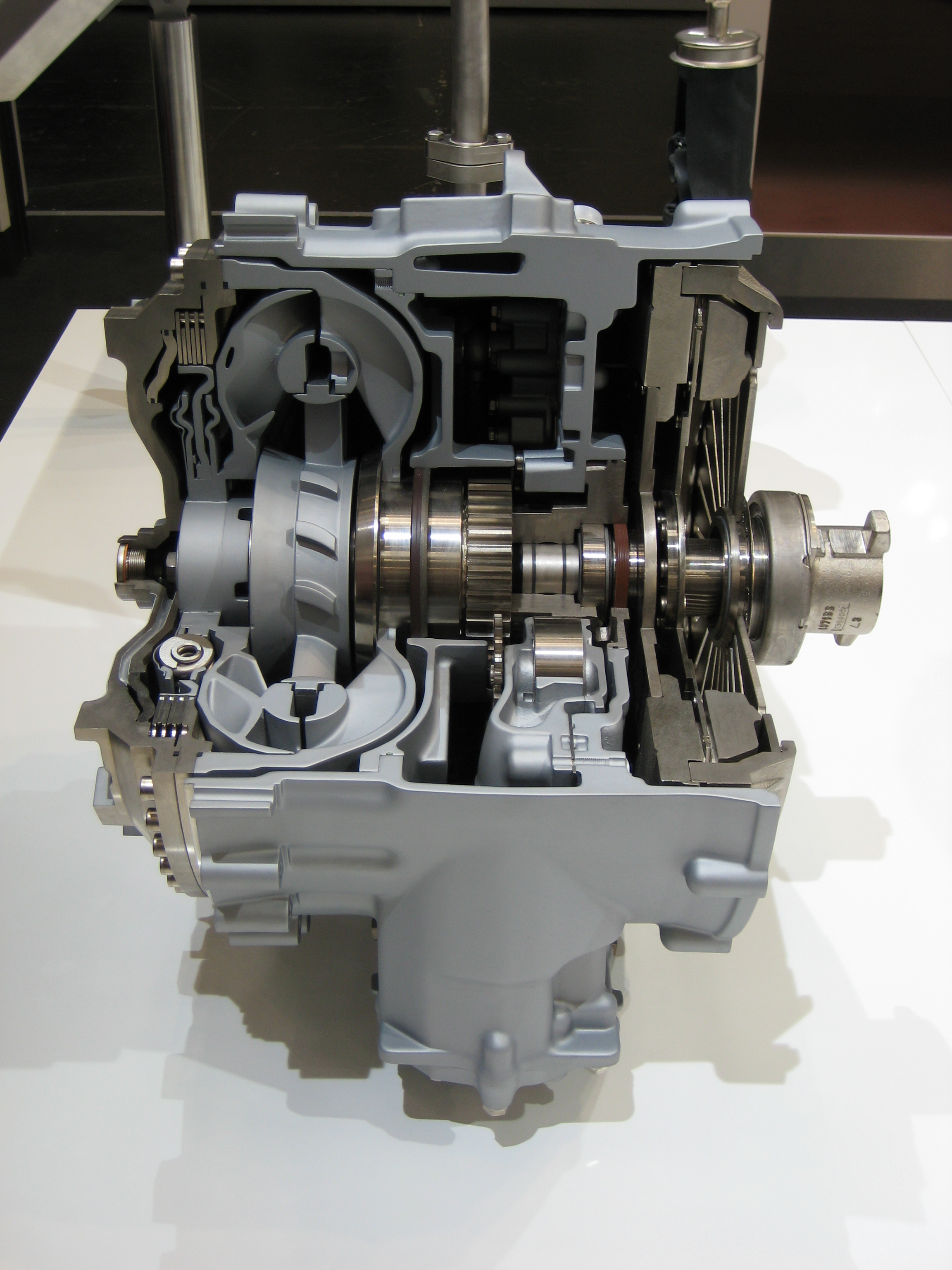
Accionament hidromecànic format per un convertidor hidrodinàmic i un embragatge de diverses plaques

La transmissió hidràulica de potència és la designació d’un dispositiu utilitzat per mediar la transmissió del parell des d’una font primària a un membre de sortida que utilitza un fluid que flueix com a mitjà de transmissió. La transmissió hidràulica de potència pot modificar o no el parell alhora.

## Hidrodinàmica vs. hidroestàtica
Les transmissions hidràuliques es divideixen en dos grups bàsics:
- hidrodinàmiques, que funcionen amb un gran flux de fluid a baixa pressió
- hidroestàtiques, que funcionen amb una pressió molt alta i un flux de fluid baix, permeten la separació espacial dels elements d'accionament primaris i de sortida

## Accionaments hidroestàtics
La transmissió hidroestàtica consisteix en una bomba, mànegues o canonades de connexió i un o més motors hidràulics. Tant els motors com les bombes tenen un disseny molt similar amb els pistons axials o radials. La part controlable de la unitat sol ser una bomba, el motor sol funcionar amb un flux constant de fluid per volta. En la disposició axial dels pistons, els pistons es comprimeixen mitjançant una placa corredissa giratòria amb inclinació variable o constant o una placa corredissa perpendicular a l'eix amb una inclinació variable entre l'eix i el cos del pistó. També és possible disposar els pistons en sèrie. canvia la quantitat de fluid que flueix i, per tant, la relació de velocitat entre l'entrada i la sortida de la unitat. Canviar l'entrada i sortida del motor hidràulic canvia el sentit de gir.

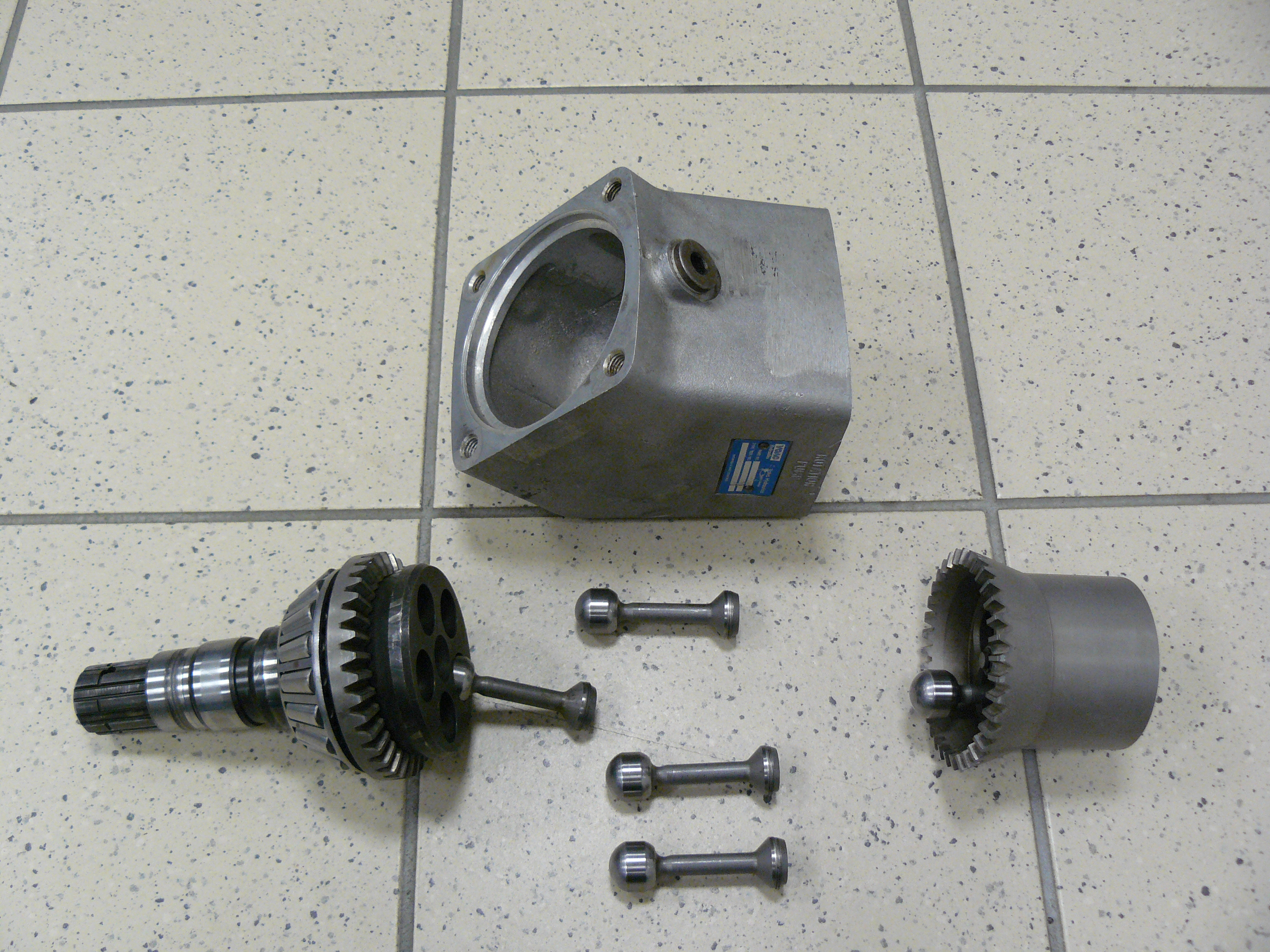
Bomba amb pistons axials
Animació d'una bomba amb una disposició axial de pistons
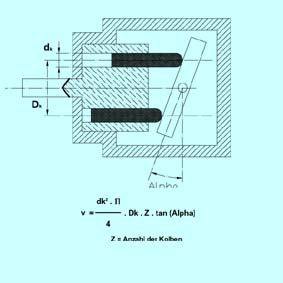
Secció d'una bomba amb pistons axials
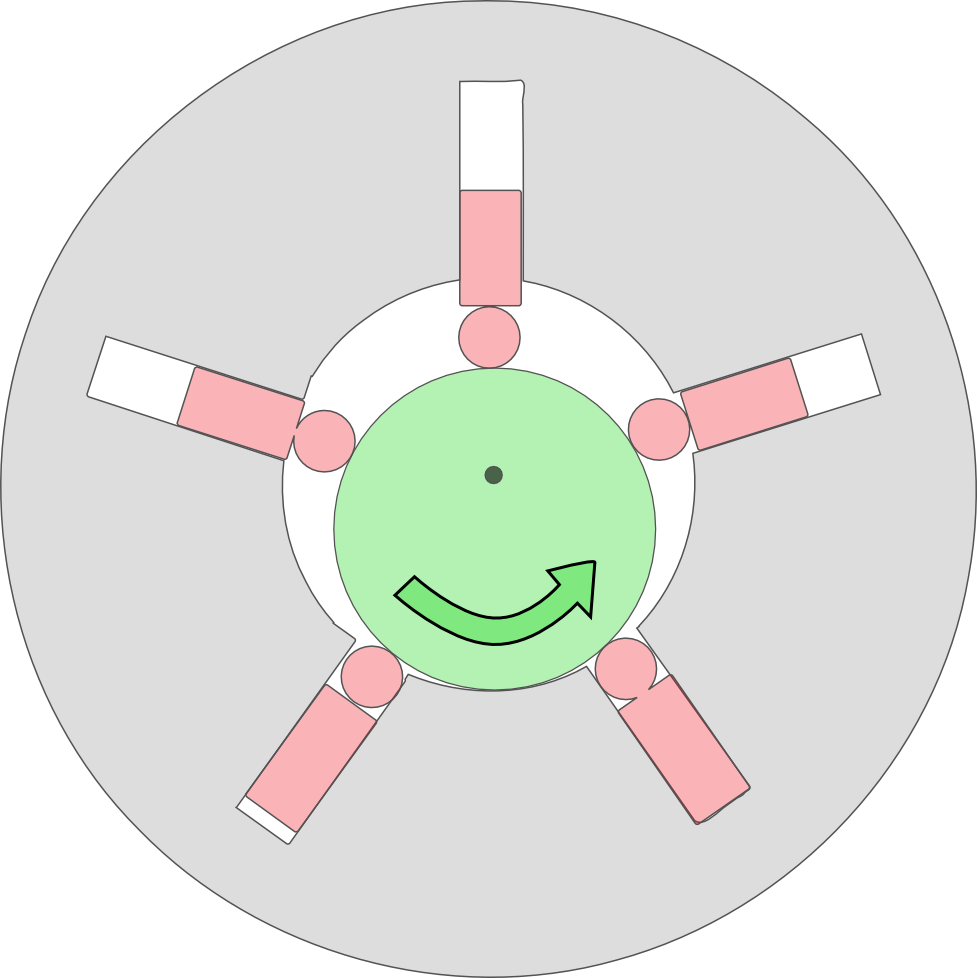
Bomba amb pistons radials

## Unitats hidrodinàmiques

### Embragatge hidrodinàmic

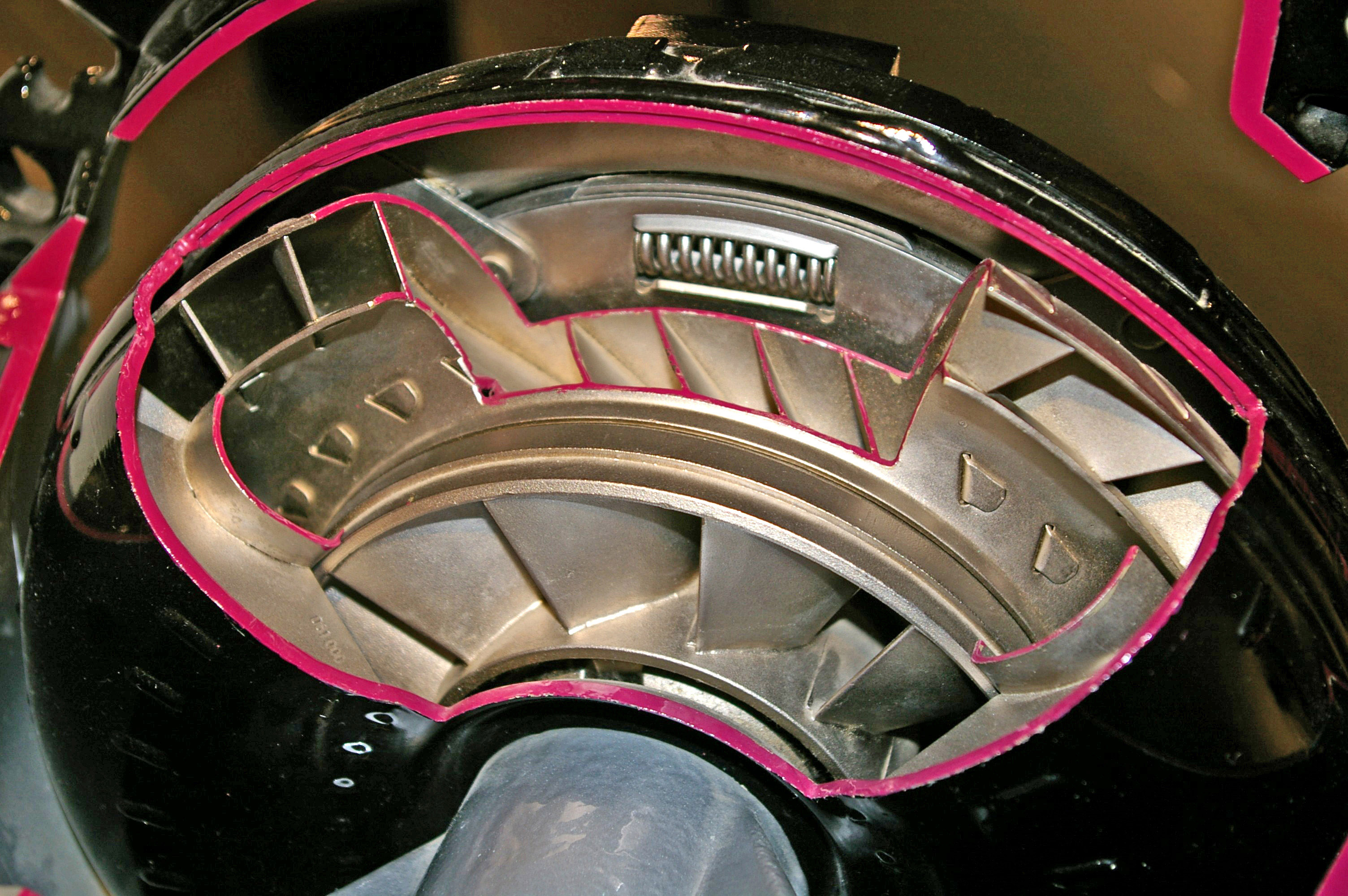
Convertidor hidrodinàmic en secció - Porsche-Museum Stuttgart

Els acoblaments hidrodinàmics requereixen una connexió molt estreta entre la bomba i la turbina en un cos comú. El fluid és extret per la roda de la bomba i llançat contra les pales de les rodes de la turbina. Les dues rodes són pràcticament idèntiques. L'embragatge hidràulic no augmenta el parell de sortida, la seva eficiència sol ser al voltant dels 90 %. La resta d’energia es transforma en calor

### Convertidor hidrodinàmic
El convertidor hidrodinàmic es diferencia de l'embragatge hidrodinàmic per l'addició d'una altra roda, el reactor. El moviment del fluid que surt de la turbina es pot descompondre en dos components: radial donada la inèrcia de la massa i tangencial donada la velocitat de la turbina. El reactor canvia la direcció del component tangencial del moviment cap a la turbina. Així, el líquid entra de nou a la turbina, però ja amb part de l'energia cinètica. Amb aquesta disposició, el parell (i la velocitat de sortida) es poden augmentar fins a cinc vegades. Si la velocitat de sortida s’acosta a la velocitat d’entrada, l'eficiència del convertidor disminueix bruscament. Per tant, sovint s’utilitza el pont mecànic de l’inversor.

## Ús

### Vehicles de carretera
Els convertidors hidrodinàmics s’utilitzen principalment conjuntament amb el canvi automàtic, especialment en vehicles comercials. La primera prova, cotxe de passatgers amb El convertidor hidrodinàmic va ser introduït per Hermann Föttinger el 1931.

#### Accionaments hidroestàtics
Les unitats hidroestàtiques s’utilitzen principalment per a accionaments auxiliars amb poca potència o per conduir màquines de construcció, on s’utilitza la possibilitat de separar el motor i l'element de potència.

#### Transmissió hidrodinàmica
La transmissió hidrodinàmica de potència s’utilitza en transmissions automàtiques, en forma d’embragatges i convertidors hidrodinàmics. També hi ha unitats mixtes hidromecàniques, com ara el convertidor diferencial Voith (DIWA-Differenzialwandlergetriebe) de Voith, en què una part de la potència es transmet directament i una altra a través del convertidor en funció de la velocitat i la diferència de potència.

#### Retardador
En els autobusos i altres vehicles comercials pesats, el retardador s’utilitza com a fre (gairebé) lliure de desgast i, al mateix temps, com un segon sistema de frenada independent que augmenta la seguretat operativa. Un retardador és una forma especial de convertidor on es frenen les rodes de la turbina i es converteix tota l'energia calor. Això requereix una solució per refredar el medi.

### Material rodant

#### Locomotores

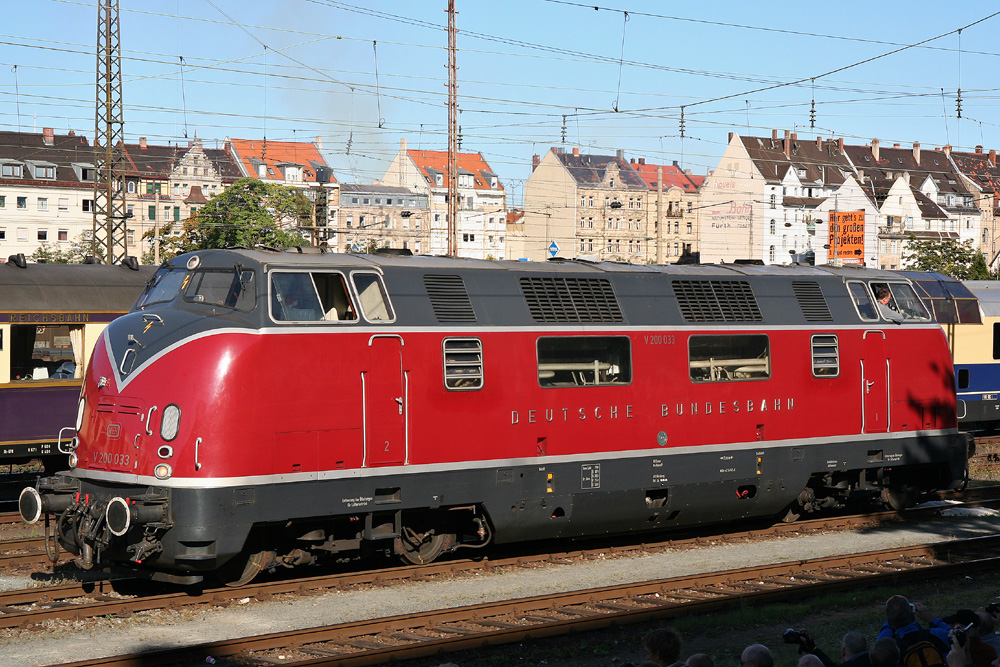
V 200 DB

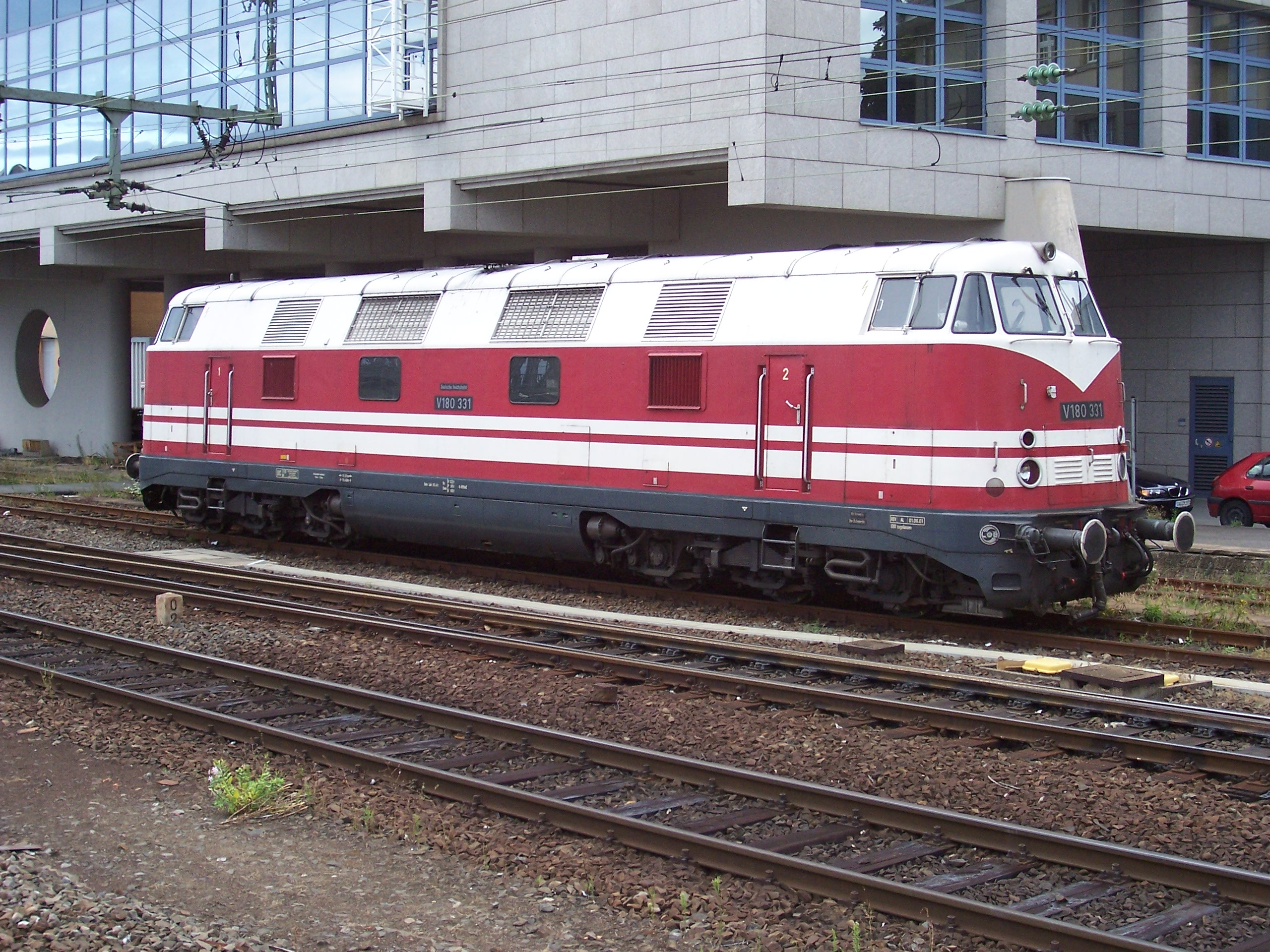
V 180 DR

La transmissió hidrodinàmica de potència s’utilitza en locomotores, cotxes i unitats de totes les categories de potència, en vehicles amb turbina de combustió i fins i tot en 1067 locomotores elèctriques ÖBB. És una alternativa més barata i lleugera a la transmissió d’energia elèctrica, però amb una eficiència inferior. Ambdues transmissions de potència s’utilitzen principalment per a vehicles de major potència. A diferència de la transmissió mecànica de potència, permeten obtenir forces de tracció elevades en arrencar sense fer servir un embragatge de fricció, és a dir, components subjectes a un desgast proporcional a la quantitat de pèrdua de potència. Al material mòbil, les caixes de canvis hidrodinàmiques amb convertidors múltiples o amb una combinació de convertidors i embragatges s’usen per augmentar l'eficiència de la transmissió, que s’omplen i buiden gradualment a mesura que augmenta la velocitat del vehicle.
En primer lloc, la transmissió hidrodinàmica de potència al ferrocarril es va utilitzar a Alemanya durant la reconstrucció del Rail Zeppelin el 1932. A la història de la postguerra, aquesta transmissió es va fer servir per a locomotores DB sèries V 200, 216, 218 i DR sèries 106, 110, 118 i 119. Els ferrocarrils estatals txecoslovacs van aplicar transmissió hidrodinàmica principalment per a automòbils de la sèrie M 286.0 i 1 i M 296.1 i 2 (respectivament ara 854). Les locomotores amb transmissió hidrodinàmica no van guanyar massa terreny a ČSD: eren les sèries T 334.0 i T 444.0 i 1 .
Per a sortides més baixes, de vegades s’utilitza l’anomenada transmissió de potència hidromecànica, la qual cosa vol dir que la caixa de canvis conté un únic convertidor i que les marxes es desplacen mecànicament. Aquesta transmissió de potència és utilitzada, per exemple, pels automòbils r. 810, fins i tot a la versió actualitzada de la sèrie 814. Un exemple d'un ús poc comú d'aquesta transmissió a gran potència és una part de les locomotores r. IN 200 equipades amb una caixa de canvis Mekydro hidromecànica de quatre velocitats.

#### Fre hidrodinàmic
En el camp del material mòbil, s'hi pot trobar el’anomenat fre hidrodinàmic (H-Bremse a Alemanya). La construcció és molt més robusta que per als vehicles de carretera i la mida dels radiadors ha de correspondre a la potència de frenada. Els frens hidrodinàmics estan equipats, per exemple, amb locomotores DB sèrie 218 i cotxes r. 612.

#### Transmissió de potència hidroestàtica
Normalment no s’utilitza per a la tracció en material rodant, però s’utilitza sovint per a accionaments auxiliars: ventiladors, compressors, fins i tot per a locomotores amb transmissió d’energia elèctrica.